# Львівський завод залізобетонних виробів № 2
Львівський завод залізобетонних виробів № 2 (ЛЗЗБВ №2) — один з основних виробників залізобетонних виробів і конструкцій у м. Львів та Львівській області.
На сьогоднішній день виробничі потужності ПрАТ «Львівський завод залізобетонних виробів №2» налічують 7 формувальних прогонів та 2 формувальні полігони, що дозволяє сумарно виготовляти 30000 м³ високоякісних бетонних та залізобетонних виробів і конструкцій в рік.

## Історія  підприємства
Історія підприємства починається з квітня 1964 року, після введення в експлуатацію першої черги Львівського об'єднаного заводу будівельних виробів. Основним призначенням новоствореного підприємства було виробництво залізобетонних виробів та конструкцій для об'єктів промислового будівництва.
В 1973 році Львівський об'єднаний завод будівельних виробів перейменовано на Львівський заводобудівний комбінат.
З 1981 року  - Львівський завод залізобетонних виробів і конструкцій.
З 1988 року - Львівський завод залізобетонних виробів № 2.
1 березня 1994 року в процесі приватизації створено відкрите акціонерне товариство «Львівський завод залізобетонних виробів».
За період роботи підприємства змінювалась технологія виробництва. Відповідно до потреб ринку розширювалась номенклатура виробів. Після освоєння  випуску плит 3 х 18 м підприємство стало єдиним виробником таких залізобетонних конструкцій в західному регіоні України. Із збільшенням потреби у виробах для приватного житлового будівництва було введено нові технологічні лінії по виготовленню керамзитобетонних блоків для малоповерхових житлових будинків, фундаментних блоків і каналізаційних кілець, сходових маршів та майданчиків. Для проведення робіт з реконструкції каналізаційної системи міста Львів в 2001 році на підприємстві введено технологічну лінію з випуску бетонних труб. В 2003 році, для будівництва шляхопроводу "Міст про пр. Червоної Калини" в м. Львів, було освоєно і здійснено постачання особливо складних мостових конструкцій.

## Об'єкти із залученою продукцією підприємства
Багато об'єктів промислового будівництва в м. Львів та Львівській області комплектувались продукцією підприємства. Завод «Автонавантажувач», Роздольський та Яворівський сірчані комбінати, підприємства Ряснянського промислового вузла — завод "Сільмаш" та ПО "Електрон" — це далеко не повний перелік промислових підприємств, на будівництво яких, в свій час, проводилось постачання продукції заводу. Підприємство здійснювало поставку своїх виробів та конструкцій на такі будови як реконструкція стадіону «Україна» в м. Львів, адмінбудинок Державної податкової інспекції Львівської області, супутні об'єкти ДП Нафтопроводу «Дружба», торговий центр «Арсен», ЗАТ «Лукор» в м. Калуш Івано-Франківської області, база нафтопродуктів Львівської держзалізниці на ст. Матейкове, реконструкція Жидачівського целюлозно-паперового комбінату, школи в містечках Муроване та Лапаївка Львівської області та в селищі Рукшин Івано-Франківської області, реконструкція залізничного вокзалу в м. Ужгород, шляхопровід «Міст про пр. Червоної Калини» в м. Львові, об'єкти житлової забудови АТ «Голбуд» та численні об'єкти приватного житлового будівництва.
Довголітня плідна співпраця єднає ПрАТ «ЛЗЗБВ №2» з багатьма підприємствами та організаціями, державними та фінансовими організаціями, державними та фінансовими установами. В їх переліку окрім перелічених вище - ВАТ «Луцьк Фудз», ТзОВ «Мастер ЛТД», ВКПФ «Династія», ВАТ «Кар'єроуправління», ВАТ «Яворівське заводоуправління будматеріалів», СП «Тиса», ВАТ «Львівський хімзавод», ВАТ «Львівгаз», ДП «Львівводоканал», ВАТ «Завод конвеєробудування», філія «Залізничне відділення Промінвестбанку» в м. Львові, ДПА в Львівській області, Личаківська райдержадміністрація та багато інших.